# Z 43
Z 43  war ein Zerstörer des Typs 1936 B (mob) der deutschen Kriegsmarine. Der im Mai 1944 fertiggestellte Zerstörer war der letzte in den Dienst kommende Großzerstörer der Kriegsmarine und wurde nur noch in der Ostsee eingesetzt.
Am 3. Mai 1945 wurde das Boot von der eigenen Besatzung in der Geltinger Bucht gesprengt.

## Baugeschichte
Z 43 war das dritte Boot des Typs 1936 B (mob). Er war das letzte von den fünf beim Werk Weser der Deschimag in Bremen begonnenen Booten der Klasse, das nach Z 35 (22. September 1943) und Z 36 (19. Februar 1944) noch am 31. Mai 1944 von der Kriegsmarine in Dienst gestellt wurde. Die Bestellung dieser Zerstörer erfolgte am 17. Februar 1941 als weitere Variante des Zerstörers 1936. Der Typ 1936 B (mob) war somit keine Neuentwicklung und entsprach weitgehend den Vorgängern.
Wesentliche Änderung war die Rückkehr zu fünf 12,7-cm-Schnellfeuerkanonen. Die Flugabwehrbewaffnung wurde auf vier Doppellafetten mit 3,7-cm-L/83-Fla-Maschinenkanonen und drei L/65-Fla-MK-Vierlinge und drei 2 cm-Einzelgeschütze verstärkt. Bei Kriegsende soll Z 43 statt der Einzelkanonen vier 2-cm-Zwillingskanonen geführt haben.

## Einsatzgeschichte
Z 43 wurde am 31. Mai 1944 in Dienst gestellt. Erster Kommandant war Kapitän zur See Arthur Wenninger, zuvor Abteilungschef im Allgemeinen Marineamt. Das neue Boot wurde der 6. Zerstörerflottille unter Kapitän zur See Friedrich Kothe (1901–1944) zugeteilt. Nach Probe- und Ausbildungsfahrten in der Ostsee wurde der Zerstörer am 17. Oktober 1944 eingeschränkt einsatzbereit erklärt.
Am 20./21. November 1944 erfolgte der erste Einsatz des Zerstörers in der Kampfgruppe unter Vizeadmiral Thiele auf dem Schweren Kreuzer Prinz Eugen in der 6. Zerstörerflottille mit Z 25, Z 35 und Z 36 sowie der 3. Torpedoboots-Flottille mit vier Torpedobooten vom Typ 1937 zur Artillerieunterstützung der auf der Halbinsel Sworbe eingeschlossenen deutschen Heerestruppen.
Vom 22. bis 24. November löste der Schwere Kreuzer Admiral Scheer mit der 2. T-Flottille mit sechs Torpedobooten die Prinz Eugen, Z 36, Z 43 und die 3. T-Flottille ab. In der Nacht zum 24. November wurde Sworbe geräumt. Z 43 hatte schon am 22. November 1944 Gotenhafen (heute Gdynia) erreicht und ersetzte den verbrauchten Treibstoff und die verschossene Munition. Am 23. November lief das Boot nach Sworbe zurück, um die Beschießung fortzusetzen. Der Zerstörer beschoss die sowjetischen Stellungen auch noch nach dem Abzug der letzten deutschen Truppen und kehrte am 25. November nach Gotenhafen zurück.
Am 9. Dezember lief die Flottille mit den drei Zerstörern Z 35 (Flottillenchef Kothe war darauf eingeschifft), Z 36 und Z 43 sowie den Torpedobooten T 23 und T 28 für ein Minenunternehmen aus Gotenhafen aus. Bis 11. Dezember wurden in Libau, Riga und Reval Minen übernommen. Bei der Vorbereitung für das Minenlegen, welches im westlichen finnischen Meerbusen erfolgen sollte, kam der Verband am 12. Dezember 1944 in ein Minenfeld. Z 43 erkannte mit seiner MES-Anlage das Minenfeld und konnte durch Rückwärtsfahrt gerettet werden. Z 35 lief als erstes Schiff auf eine Mine, wodurch weitere Explosionen im Schiffsinneren ausgelöst wurden und letztendlich den Untergang verursachten. Hierbei starb ein großer Teil der Besatzung und auch der Chef der 6. Zerstörerflottille, Kapitän zur See Kothe, war unter den Opfern. Sowjetische Schnellboote retteten einige Überlebende von Z 35. Auch Z 36 wurde getroffen und sank. Eine Rettung von deutscher Seite wurde nicht durchgeführt, sodass Z 43, T 23 und T 28 den Rückmarsch nach Gotenhafen antraten. Nur 87 Besatzungsangehörige wurden gerettet, mehr als 540 Mann starben. 67 Mann trieben in Rettungsflößen nach Finnland und mussten als Kriegsgefangene an die Sowjetunion übergeben werden. Z 43 kam wegen leichter Schäden und notwendigen Reparaturen an den Geschützen und Überprüfungen an den elektronischen Anlagen über den Jahreswechsel in die Werft in Gotenhafen.
Am 16. Januar 1945 war Z 43 wieder einsatzbereit und wurde mit Z 25 und T 4 in der Danziger Bucht und zwischen Gotenhafen und Libau (heute Liepāja) zur U-Boot-Abwehr und Geleitsicherung eingesetzt. Als die Armeeabteilung Samland am 18. Februar einen Angriff zur Wiederherstellung der Landverbindung zwischen Pillau/Fischhausen und Königsberg begann, beschossen in der Nacht zum 19. Januar die Admiral Scheer, Z 38, Z 43, T 28 und T 35 Ansammlungen der sowjetischen Armee bei Peyse und Groß-Heydekrug an der Südküste Samlands. Am 20. liefen die beiden T-Boote in den Seekanal und setzen die Beschießung von dort fort. Am 23. Februar griffen Z 43, Z 38 und T 28 nochmals in die Landkämpfe ein, die eine Verbindung nach Königsberg wieder herstellten. Die Boote gingen dann mit über 1000 Flüchtlingen an Bord wieder nach Gotenhafen.
Am 26. Februar geleiteten Z 25, Z 43 und T 8 die mit Flüchtlingen beladene Hamburg von Gotenhafen nach Saßnitz, wo das Geleit am 27. Februar unbeschädigt ankam. Anschließend übernahmen die Boote auch noch den Flak-Schutz für das Flüchtlingsschiff.
Am Monatsende sicherte Z 43 die schweren deutschen Einheiten Admiral Scheer und Lützow.
Am 8. März verlegte der Zerstörer nach Kolberg (heute Kołobrzeg) und beschoss ab dem folgenden Tag Landziele und übernahm den Flak-Schutz für die vielen im Hafen liegenden Flüchtlingsschiffe. Ab dem 11. März begann die Evakuierung der hier eingeschlossenen Menschen mit Hilfe von Fährprähmen der 11. Landungsflottille und mit Unterstützung der 5. Artillerieträgerflottille. Die Flüchtlinge und Verletzten wurden zum Teil auf Reede auf die Transporter Westpreußen (2870 BRT) und Winrich von Kniprode (10123 BRT) bzw. die Kriegsschiffe Z 34 und T 33 umgeladen.
Am 15. März lief der Zerstörer zurück nach Swinemünde, um Treibstoff und Munition zu ergänzen, und dann am 17. März in und vor Kolberg die bisherigen Aufgaben wieder zu übernehmen. Am 18. März 1945 nahm Z 43 bei der Räumung der Stadt die letzten Truppen in Kolberg an Bord. Sie wurden schon in Swinemünde wieder an Land gesetzt und Z 43 lief nach Gotenhafen, um die Schweren Kreuzer Lützow und Prinz Eugen bei deren Einsatz zur Landzielbekämpfung zu unterstützen und zu sichern. Dabei beschoss der Zerstörer auch selbst Stellungen der Roten Armee. Am Monatsende erfolgte ein Kommandantenwechsel und Fregattenkapitän Carl Heinrich Lampe übernahm am 5. April 1945 das Kommando über den Zerstörer.

### Letzte Einsätze in der Ostsee
Die Einschiffungen vor Hela gingen unter dem Flakschutz der Kriegsschiffe weiter. Wegen Brennstoff- und Munitionsmangels wurde am 8. April 1945 die Lützow mit Z 38 und der durch Bombentreffer beschädigten Z 31 abgezogen. Am 9. April erhielt die bis dahin recht glückliche Z 43 einen Bombentreffer, der als Blindgänger im vorderen Schornstein steckte. Schwerwiegender als leichte Schäden durch Bombensplitter waren Schäden durch Bordwaffenbeschuss der sowjetischen Flugzeuge, die die MES-Anlage des Bootes außer Gefecht setzten. Dies begünstigte einen Grundminentreffer am 10. April 1945, der ein großes Loch in den Rumpf riss und zum Ausfall der Kesselräume und zu erheblichen Personalverlusten führte. Der schwer beschädigte Zerstörer wurde, gesichert durch Z 39 und T 33, nach Westen geschleppt und erreichte dank extrem ruhiger See am 13. April Rostock.
In der Neptunwerft sollte die Reparatur erfolgen. Die Schwere des Schadens und die Kriegslage führten zu einer Notreparatur, die eigentlich nur den stationären Einsatz in einer erwarteten „Festung Rostock“ ermöglichen sollte. Der Rumpf wurde abgedichtet und durch zwei Stahlträger am Kiel notdürftig versteift. Da die Turbinen unbeschädigt waren, wurde ein Kesselraum wieder nutzbar gemacht. Am 1. Mai sollte der Zerstörer vor Warnemünde auf Reede gehen, um im Bedarfsfall gegen die Rote Armee eingesetzt zu werden. Als der Zerstörer langsam aus der Werft die Warnow abwärts verlegte, kam es zu ersten Gefechten mit russischen Panzern.
Da eine geordnete Verteidigung nicht mehr möglich war, lief Z 43 weiter nach Kiel und erlebte dort den letzten großen Luftangriff auf die Stadt. Am 3. Mai 1945 lief der Zerstörer weiter in die Geltinger Bucht, wo die Besatzung ihr Schiff verließ und sprengte. Z 43 sank auf der Position 54° 48′ 32″ N, 9° 46′ 57″ O. 1953 wurde das in flachem Wasser liegende Wrack weitgehend abgebrochen.

### Liste der Kommandanten
| Nr. | Name                                 | Beginn der Amtszeit | Ende der Amtszeit | Bemerkungen |
| --- | ------------------------------------ | ------------------- | ----------------- | ----------- |
| 1.  | Kapitän zur See Arthur Wenninger     | März 1944           | 5. April 1945     |             |
| 2.  | Fregattenkapitän Carl Heinrich Lampe | 5. April 1945       | 3. Mai 1945       |             |